# شاتلنو
شاتلنو (به فرانسوی: Châtellenot) یک کمون در فرانسه با جمعیت ۱۴۵ نفر است که در Canton of Pouilly-en-Auxois واقع شده‌است.